# Rasim Başak
Rasim Başak (Baku, 17 gennaio 1980) è un ex cestista azero naturalizzato turco.

## Palmarès
- Campionato turco: 3

Fenerbahçe Ülker: 2006-07, 2007-08, 2009-10
- Coppa di Turchia: 1

Fenerbahçe Ülker: 2009-10